# Meer van Sils
Sils (vernoemd naar Sils im Engadin/Segl) is een meer gelegen in het Zwitserse kanton Graubünden op het plateau aan de bovenkant van Malojapas het zuidwesten van het meer Silvaplana en het Meer van Sankt Moritz. Het meer is het hoogst gelegen water van Europa waarop commerciële scheepvaart plaatsvindt. 
Het meer heeft een oppervlakte van 4,1 km² en is maximaal 71 m diep. Het wordt vooral gevoed door de Aua da Fedoz, waarna het water vanuit het Meer van Silser via de Sela rivier naar de Inn stroomt. 
Tegenwoordig is het meer vooral populair onder windsurfers omdat er vanuit de naastgelegen Malojapas een constante wind waait.

## Locatie

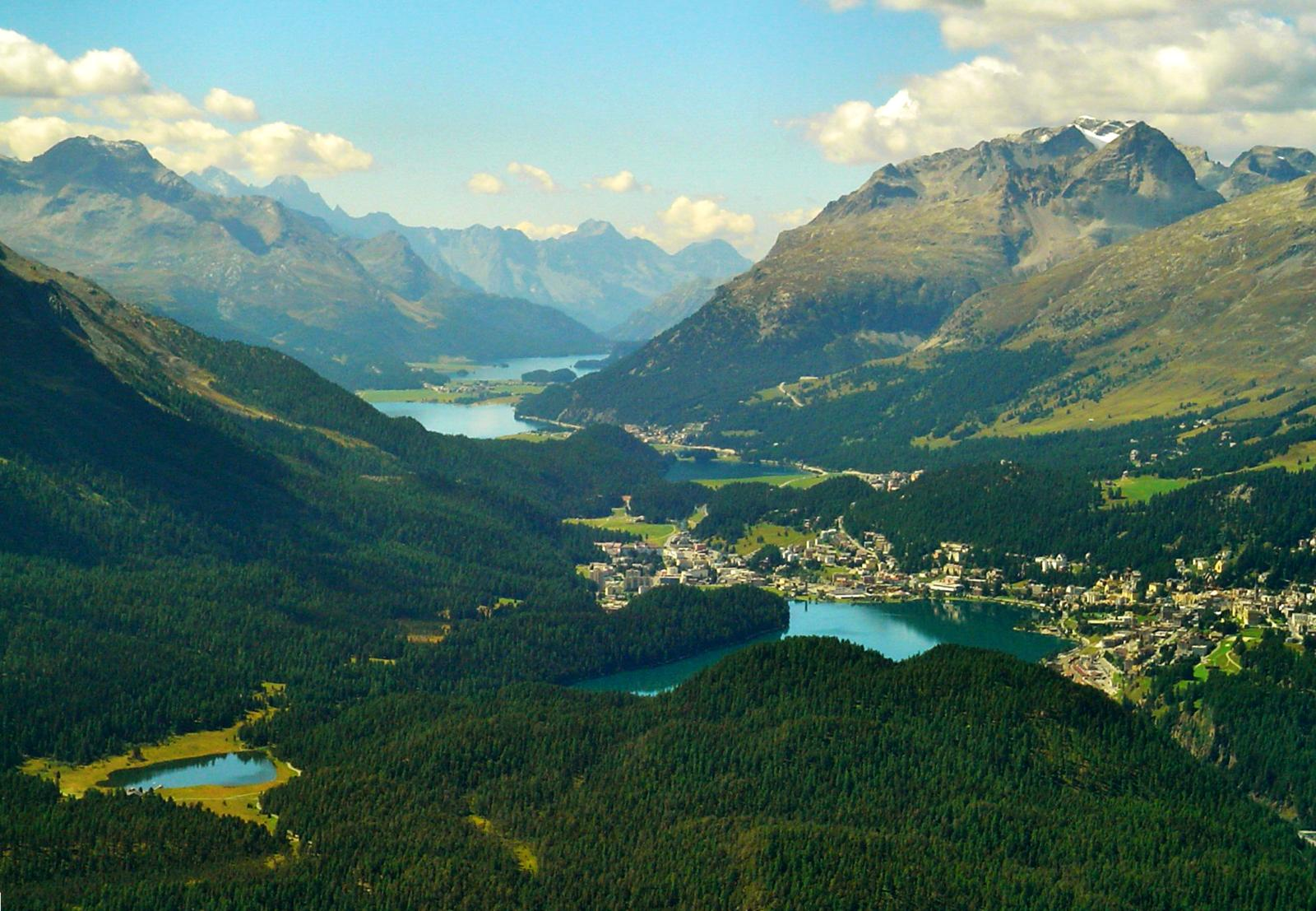
Sils op de achtergrond, Silvaplana (midden) en St. Moritz (voorgrond)
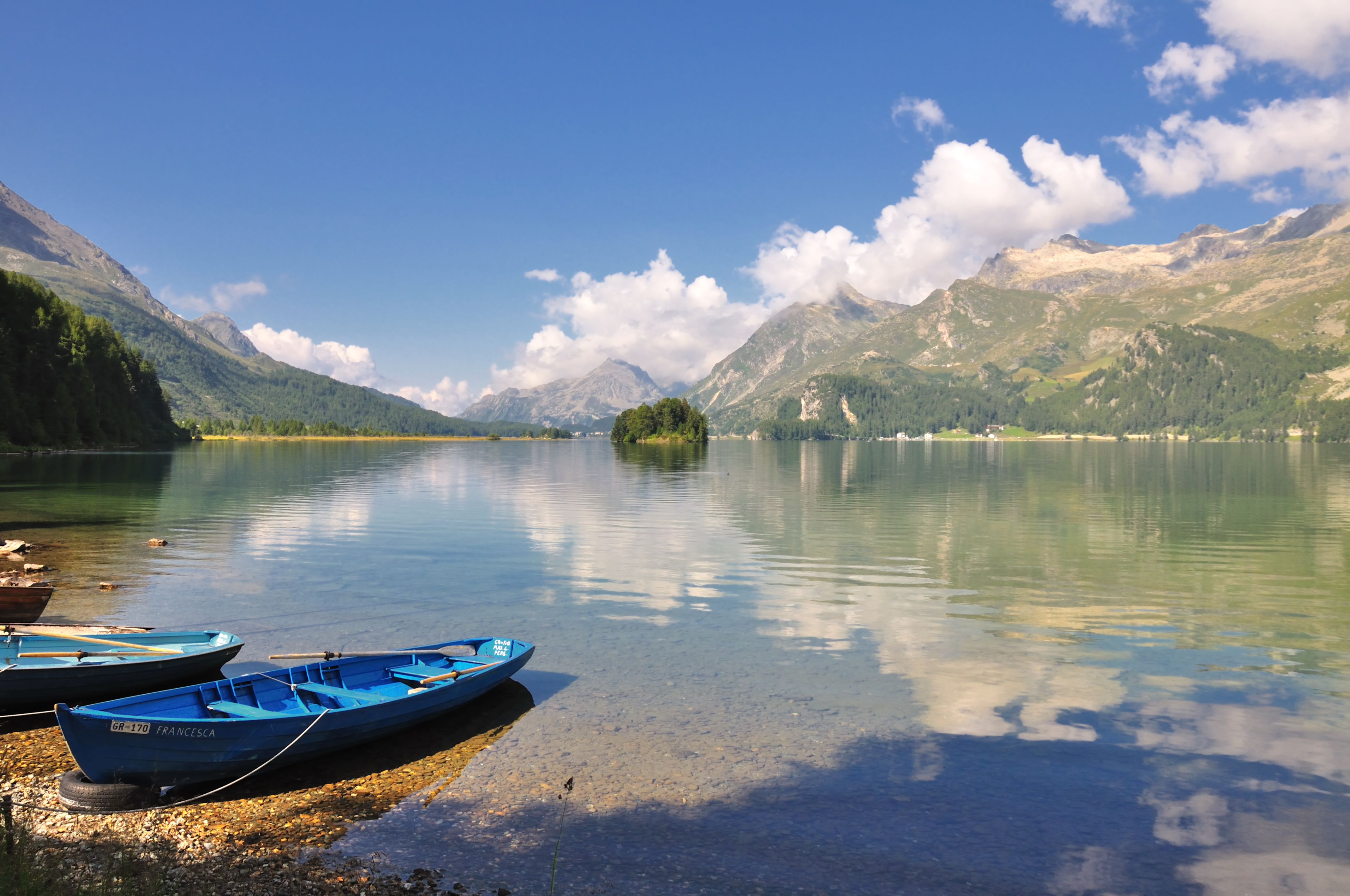
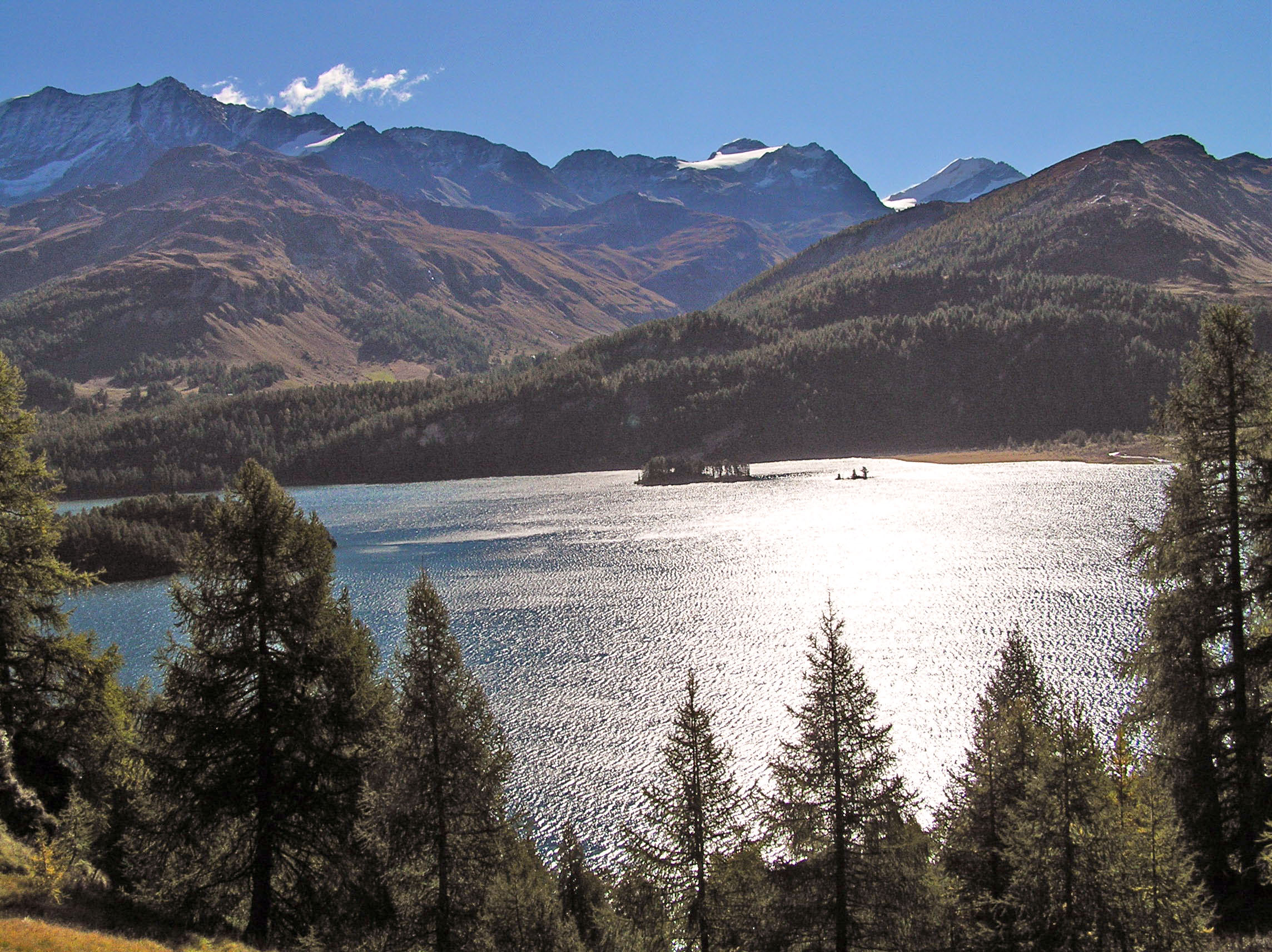